# 扎利夏 (日托米爾州)
51°15′52″N 29°11′53″E / 51.26444°N 29.19806°E
扎利夏（羅馬化：Zalissia）是烏克蘭北部的村莊，隸屬日托米爾州的科羅斯滕區。該村面積1.84平方公里，海拔高度138米，2001年人口490，人口密度每平方公里266.02人。